# Rautiojärvi
Rautiojärvi är en sjö i Övertorneå kommun i Norrbotten och ingår i Torneälvens huvudavrinningsområde. Sjön har en area på 0,0447 kvadratkilometer och ligger 156,4 meter över havet.

## Delavrinningsområde
Rautiojärvi ingår i det delavrinningsområde (741081-184275) som SMHI kallar för Utloppet av Rautiojärvi. Medelhöjden är 188 meter över havet och ytan är 1,57 kvadratkilometer. Det finns inga avrinningsområden uppströms utan avrinningsområdet är högsta punkten. Vattendraget som avvattnar avrinningsområdet har biflödesordning 4, vilket innebär att vattnet flödar genom totalt 4 vattendrag innan det når havet efter 105 kilometer. Avrinningsområdet består mestadels av skog (96 procent). Avrinningsområdet har 0,04 kvadratkilometer vattenytor vilket ger det en sjöprocent på 2,7 procent.